# Godwin Attram
Godwin Attram (Accra, 7 agosto 1980) è un ex calciatore ghanese, di ruolo centrocampista o attaccante.

## Caratteristiche tecniche
Punta centrale, può giocare come interno di centrocampo o come esterno a sinistra.

## Palmarès

### Club

#### Competizioni nazionali
- Coppa di Danimarca: 1

Silkeborg: 2000-2001
- Coppa di Tunisia: 1

Stade Tunisien: 2002-2003
- Campionato saudita: 2

Al Shabab: 2003-2004, 2005-2006

### Individuale
- Capocannoniere del campionato saudita: 2

2003-2004 (15 gol), 2006-2007 (13 gol)